# Dominique Mamberti
Dominique François Joseph kardinál Mamberti (* 7. března 1952 Marrákeš) je francouzský římskokatolický arcibiskup a kardinál.

## Mládí a vzdělání
Narodil se 7. března 1952 v Marrákeši. Na kněze byl vysvěcen 20. září 1981 pro diecézi Ajaccio, biskupem Jean-Charles Thomasem. Má akademické tituly v oblasti občanského a kanonického práva. Vstoupil do diplomatických služeb Svatého stolce a působil na apoštolských nunciaturách v Alžírsku, Chile a Libanonu, v kanceláři Svatého stolce v ústředí Organizace spojených národů v New Yorku a v státním sekretariátu v sekci Pro vztahy se státy.
Arcibiskup Mamberti je považován za odborníka na Latinskou Ameriku, Organizaci spojených národů, Afriku, Střední východ a islám.

## Arcibiskup
Dne 18. května 2002 jej papež Jan Pavel II. jmenoval titulárním arcibiskupem sagonským a apoštolským nunciem v Súdánu a apoštolským delegátem v Somálsku. Biskupské svěcení přijal 3. července 2002 z rukou kardinála Angela Sodana a spolusvětiteli byli arcibiskup Robert Sarah a biskup André Jean René Lacrampe. Dne 19. února 2004 byl jmenován apoštolským nunciem v Eritreji a v lednu stejného roku byl odstraněn z působnosti v Somálsku.
Dne 15. září 2006 byl papežem Benediktem XVI. jmenován sekretářem pro vztahy se státy. Tento post je obecně vnímán jako ekvivalent ministra zahraničí Svatého stolce. Roku 2007 se arcibiskup Mamberti stal Rytířem velkokříže Řádu zásluh o Italskou republiku.
Dne 8. listopadu 2014 byl jmenován prefektem Prefekt Nejvyššího tribunálu apoštolské signatury a předsedou Nejvyššího soudu Vatikánského městského státu.

## Kardinál
Dne 14. února 2015 jej papež František na konzistoři jmenoval kardinálem s titulem kardinál-jáhen ze Santo Spirito in Sassia. Po smrti kardinála Renata Raffaele Martina 28. října 2024 převzal jako služebně nejstarší kardinál-jáhen funkci protojáhna. Protože Mamberti měl kanonický věk pro účast v konkláve, oznámil 8. května večer jméno nověho zvoleného papeže Lva XIV.